# Curt Haase
Pour les articles homonymes, voir Haase.
Curt Haase (15 décembre 1881 à Honnef - 9 février 1943 à Berlin-Grunewald) est un officier de cavalerie allemand dans la Heer (armée de terre) dans la Reichswehr pendant la Première Guerre mondiale et Generaloberst dans la Wehrmacht pendant la Seconde Guerre mondiale.
Haase rejoint le 65e régiment d'artillerie de campagne (de) de l'armée wurtembergeoise à Louisbourg le 25 juillet 1901 en tant que Fahnenjunker.
Il a également été récipiendaire de la Croix de chevalier de la Croix de fer (Ritterkreuz des Eisernen Kreuzes). La Croix de chevalier de la Croix de fer est décernée pour reconnaître la bravoure extrême ou un commandement militaire sur le champ de bataille avec réussite.

## Décorations
- Croix de fer (1914)
  - 2e Classe
  - 1re Classe
- Ritterkreuz des Kgl. Preuss. Hausordens von Hohenzollern avec Glaives
- Ritterkreuz des Kgl. Württembg. Militär-Verdienstorden
- Ritterkreuz I. Klasse des Kgl. Sächs. Albrechts-Ordens avec Glaives
- Ritterkreuz I. Klasse des Kgl. Württembg. Friedrichs-Ordens avec Glaives
- Chevalier de 2e classe de l'ordre du Lion de Zaeringen avec feuilles de chêne et glaives
- Croix hanséatique de Hambourg
- Medaille zur Erinnerung le 13 mars 1938
- Croix d'honneur pour les combattants
- Médaille de service de la Wehrmacht 4e à 1re Classe
- Croix de chevalier de la Croix de fer
  - Croix de chevalier le 8 juin 1940 en tant que General der Artillerie et commandant du III. Armeekorps